# Pont d'Archimède
Un pont d'Archimède, ou tunnel flottant submergé (en anglais submerged floating tunnel ou SFT) est un tunnel sous-marin flottant grâce à la poussée d'Archimède.
Le tunnel se présente sous la forme d'un tube immergé à une profondeur de 20 à 50 m et ancré aux fonds marins ou à des pontons en surface afin de rester en position.
Cette technique est différente de celle d'un tunnel immergé dont les segments sont déposés sur le fond marin.

## Construction

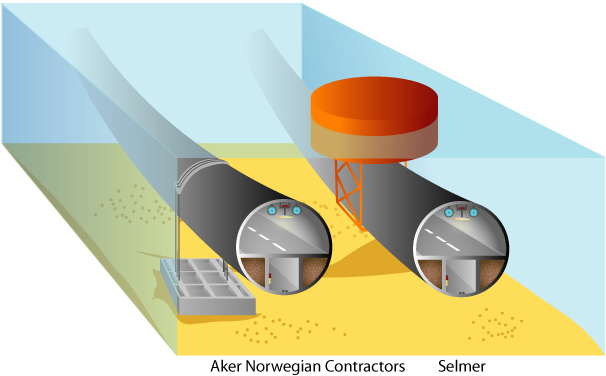
Deux types de ponts d'Archimède : à gauche ancré au fond marin, à droite soutenu par des flotteurs en surface.

Le concept d'un pont d'Archimède est similaire à celui des ponts flottants et autres structures de haute mer (plate-forme pétrolière…), mais sa construction est plus proche de celle d'un tunnel.
L'une des façons est de construire les sections du tube dans une cale sèche, de les fermer hermétiquement, puis de les apporter jusqu'au lieu de construction. Les tronçons du pont d'Archimède sont assemblés sous l'eau, puis lorsque l'assemblage est terminé, les fermetures hermétiques isolant les tronçons sont détruites.
Une autre façon est d'assembler les sections remplies d'eau, puis la pomper lorsque les éléments sont assemblés.
Le ballast utilisé est calculé pour que la structure soit à peu près à l'équilibre hydrostatique (c'est-à-dire que la densité du pont d'Archimède doit avoir une densité similaire à celle de l'eau). Le tunnel doit être ancré afin qu'il reste à sa position.

## Applications

Différents moyens de franchir une étendue d'eau : 1: Pont suspendu 2: Pont d'Archimède 3: Tunnel immergé 4: Tunnel sous-marin

Les ponts d'Archimède permettent la traversée d'un endroit dans des eaux très profondes, où un pont classique ou un tunnel sont techniquement difficiles à réaliser ou bien trop chers. Ils sont susceptibles de résister à des secousses sismiques ou des incidents météorologiques mieux que des ponts ou des tunnels. De plus, leur longueur n'influe pas sur leurs caractéristiques physiques.
Par contre, l'activité sous-marine — notamment l'ancrage — à proximité est impossible, ce qui doit être pris en compte lors de la construction du pont d'Archimède.
Les utilisations les plus potentielles seraient pour des fjords (comme le projet de Rogfast sous le Boknafjord en Norvège), des bras de mer (relier l'île de Jintang à la Chine continentale) ou des lacs profonds.